# Zlatan Ljubijankič
Zlatan Ljubijankič (ur. 15 grudnia 1983 w Lublanie) – słoweński piłkarz grający na pozycji napastnika.

## Kariera klubowa
Karierę piłkarską Ljubijankič rozpoczął w rodzinnej Lublanie, w zespole ND Slovan. W 2002 roku odszedł do NK Domžale i w jego barwach zadebiutował w pierwszej lidze słoweńskiej. W 2005 roku wywalczył z Domžale wicemistrzostwo Słowenii, a rok później powtórzył to osiągnięcie. W sezonie 2006/2007 wywalczył swoje pierwsze w karierze mistrzostwo kraju. Został wówczas uznany Piłkarzem Roku w swoim kraju. W Domžalach grał do końca 2007 roku. Łącznie dla tego klubu zdobył 40 bramek w 155 meczach.
Na początku 2008 roku Ljubijankič przeszedł do belgijskiego KAA Gent. W Jupiler League zadebiutował 10 lutego 2008 w przegranym 1:2 wyjazdowym spotkaniu z SV Zulte-Waregem. Wiosną dotarł z KAA Gent do finału Pucharu Belgii, który klub z Gandawy przegrał 2:3 z Anderlechtem. W sezonie 2008/2009 strzelił dla Gent 9 bramek.
W 2012 roku Ljubijankič podpisał kontrakt z japońskim klubem Omiya Ardija.
| Sezon   | Klub         | Kraj     | Rozgrywki      | Mecze | Bramki |
| ------- | ------------ | -------- | -------------- | ----- | ------ |
| 2002/03 | NK Domžale   | Słowenia | Prva Liga      | 22    | 5      |
| 2003/04 | NK Domžale   | Słowenia | Prva Liga      | 29    | 3      |
| 2004/05 | NK Domžale   | Słowenia | Prva Liga      | 29    | 6      |
| 2005/06 | NK Domžale   | Słowenia | Prva Liga      | 30    | 9      |
| 2006/07 | NK Domžale   | Słowenia | Prva Liga      | 27    | 10     |
| 2007/08 | NK Domžale   | Słowenia | Prva Liga      | 18    | 7      |
| 2007/08 | KAA Gent     | Belgia   | Jupiler League | 7     | 0      |
| 2008/09 | KAA Gent     | Belgia   | Jupiler League | 22    | 8      |
| 2009/10 | KAA Gent     | Belgia   | Jupiler League | 32    | 5      |
| 2010/11 | KAA Gent     | Belgia   | Jupiler League | 34    | 6      |
| 2011/12 | KAA Gent     | Belgia   | Jupiler League | 30    | 8      |
| 2012/13 | Omiya Ardija | Japonia  | J-League       |       |        |

## Kariera reprezentacyjna
W reprezentacji Słowenii Ljubijankič zadebiutował 28 lutego 2006 roku w wygranym 1:0 towarzyskim meczu z Cyprem i w debiucie zdobył gola. W eliminacjach do mistrzostw świata w RPA walczy o miejsce w składzie ze Zlatko Dediciem, Milivoje Novakoviciem i Valterem Birsą.